# 伊達稙宗
伊達 稙宗（だて たねむね）は、陸奥国の戦国大名。官位は従四位下・左京大夫。伊達氏14代当主。伊達政宗の曾祖父。

## 生涯
長享2年（1488年）、13代当主・伊達尚宗の嫡男として誕生。慣例により11代将軍・足利義高（のちの義澄）から偏諱の授与を受けて高宗（たかむね、初名）と名乗った。
永正11年（1514年）、父の死去に伴い家督を相続して14代当主となる。同年、羽州探題・最上義定を長谷堂城にて破り、妹を義定の室として送り込み、実質的に最上氏を支配下に置く。永正14年（1517年）、10代将軍足利義稙の上洛祝賀の為として多額の進物を送り、管領・細川高国を通じて一字拝領を願い出て許され、偏諱を受けて名を稙宗に改めると共に、左京大夫に任官された。左京大夫は、元来奥州探題大崎氏が世襲する官位であったが、この官位を伊達氏が獲得したことは、実質的な実力が大崎氏に並んだと認めさせた（ただし家格は依然として大崎氏の方が上のままである）ことを示している。稙宗はこのようにして中央との結びつきを家格上昇に利用すると共に、葛西氏・岩城氏などと争い、これに婚姻外交を織り交ぜて勢力の急激な拡大に成功した。
永正17年（1520年）最上義定が嗣子のないまま死去すると、義定未亡人を介して伊達稙宗に影響力を行使されることを嫌った最上の諸将が反旗を翻し、伊達氏と最上氏の対立が起こる。稙宗は破竹の勢いで上山城・山形城・天童城・高擶城（たかだま）を落とすと翌大永元年（1521年）寒河江を攻める。この時伊達軍は葛西・相馬・岩城・会津・宮城・国分・最上の軍勢を集結し、高瀬山（現・寒河江市高瀬山）から八幡原（現・寒河江市元町）にかけて陣を敷いた。一か月に及ぶ対陣の間に伊達氏と寒河江氏の間で和議を結び、戦火を交えず伊達軍は引き上げた。この戦いにより最上郡及び村山郡南部は伊達氏の傘下に入った。
大永2年（1522年）には室町幕府においては前例のない陸奥守護に補任された。大永2年12月将軍義晴より代始祝儀の返礼が届けられる。翌大永3年（1523年）京都石清水八幡宮造営の奉加を命じられる。ただし、稙宗が望んでいたのは大崎氏に代わる奥州探題就任であったと考えられ、これに対して室町幕府は足利氏一門ではない伊達氏の探題就任を拒否すると同時に、伊達氏が「国人」の格式であり続けることの不都合は認めて、守護職に任命することによって「大名」の格式を与えることで稙宗を宥めようとしたと推測されている。ただし、この措置は稙宗を満足させるものでは無かったらしく、一時幕府との関係が悪化している。
天文元年（1532年）に居城を梁川城（現・福島県伊達市）から西山城（現・福島県桑折町）に移すと体制の強化に努め、天文2年（1533年）に『蔵方之掟』13条の制定を皮切りに、天文4年（1533年）の『棟役日記』、天文7年（1538年）の『御段銭帳』などの徴税台帳を作成。天文5年（1536年）には171条に及ぶ分国法『塵芥集』を制定し、伊達氏の統治機構の拡充を図った。また同年には、大崎氏の内乱鎮圧のため、大崎義直の要請に応じ南奥州の諸侯を従えて出動し、その代償として二男・義宣を入嗣させる。この結果、奥州・羽州の両探題職を事実上伊達氏の統制下に置くことに成功した。
ところが、三男・実元の越後国守護・上杉定実への入嗣や、婿の相馬顕胤への伊達領割譲などの問題をめぐって長男・晴宗や桑折景長・中野宗時ら家臣団との対立を次第に深める、天文11年（1542年）6月、ついに鷹狩りの帰途を晴宗に襲撃され、捕えられた稙宗は西山城に幽閉されたが、程なくして小梁川宗朝により救出された。稙宗は奥州諸侯を糾合して晴宗と争う構えを見せたため、奥州全体を巻き込む形で天文の乱が勃発する。この争いは当初稙宗方が優勢だったが、天文16年（1547年）に味方であった蘆名盛氏が晴宗に寝返ったことで、一転して戦況が不利に傾き、天文17年（1548年）9月、13代将軍・足利義輝の仲裁を受けて晴宗に降伏する形で和睦し、家督を晴宗に譲って丸森城に隠居することを余儀なくされた。6年に及ぶこの乱の影響で、従属下にあった大崎・葛西・最上・相馬・蘆名の各氏は乱に介入して伊達家に対する発言力を増し、従属関係を脱した。また、実際には弘治になっても晴宗との対立は収まらなかったとする説もある。
永禄8年（1565年）6月19日、丸森城にて死去。享年78。遺骸は自らが開基となった陽林寺に葬られた。小梁川宗朝が墓前で殉死している。

## 系譜
- 父：伊達尚宗（1453-1514）
- 母：積翠院（?-1513） - 上杉房定または上杉房実の娘?
- 正室：泰心院 - 蘆名盛高の娘[注釈 6]
  - 長女：屋形御前 - 相馬顕胤室。相馬盛胤を生む。
  - 次女：蘆名盛氏正室 - 蘆名盛興を生む。
  - 女子 - 夭折。
  - 長男：伊達晴宗（1519-1578） - 伊達氏15代当主。従四位下左京大夫。伊達輝宗の父。
  - 次男：大崎義宣（1526-1550） - 小僧丸。三郎。天文19年（1550年）死去。
  - 四男：伊達玄蕃丸 - 夭折。
- 側室：中条氏 - 中条定資の娘
  - 三男：伊達実元[注釈 7]（1527-1587） - 時宗丸。後藤五郎。従五位下兵部少輔。傑山。伊達成実の父。
- 側室：下館氏
  - 女子：二階堂照行室 - 二階堂盛義を生む。盛義の娘は伊達成実に嫁いだ。
  - 女子：田村隆顕室 - 田村清顕を生む。清顕の娘愛姫は伊達政宗に嫁いだ。
  - 五男：伊達宗澄 - 相模入道休意。号：碩斎
  - 女子：懸田俊宗室 - 懸田義宗、懸田宗晴を生む。
- 側室：中館氏
  - 八男：梁川宗清（1532-1605） - 左衛門入道鉄斎
  - 十三男：大有康甫 - 東昌寺14世住職。号：一風軒。
- 側室：亘理氏 - 亘理宗隆の娘
  - 十一男：亘理綱宗 - 亘理宗隆の養子。彦四郎。17歳で死去。
  - 十二男：亘理元宗（1530-1594） - 亘理宗隆の養子。乙松丸。従五位下兵庫頭。号：元安斎。孫娘は伊達成実に嫁いだ。
- 側室：某氏
  - 六男：桑折宗貞 - 桑折景長の養子、四郎。17歳で死去。
  - 七男：葛西晴清（1517-1547） - 牛猿丸[注釈 8]（葛西晴重または晴重の長男・葛西稙清の養子。※但し稙清は早世しているので前者が有力と思われる。）将軍義晴より偏諱を受け、従四位下左京大夫に任じられる[16]。
  - 九男：村田宗殖 - 村田近重の養子。一郎。民部萬好斎。
  - 十男：極楽院宗栄 - 極楽院善栄養子。清三郎。
  - 十四男：伊達七郎 - 夭折。
  - 三女：越河御前 - 相馬義胤正室。相馬利胤を生む。

### 洞と近親婚
- 稙宗の築いた洞（、血縁を軸にした伊達中心の政治権力構造）は、その特性上、伊達家および姻族勢力間での婚姻を促進し、政治的には対立した息子晴宗も婚姻政策を踏襲した事から、多くの近親婚が発生した。

- 相馬家
  - 　相馬顕胤 婿
  - 　相馬盛胤 孫
  - 　相馬義胤 曾孫 婿
  - 　相馬利胤室 蘆名盛隆の娘 利胤は義胤の子

- 蘆名家
  - 　蘆名盛氏 義甥 婿
  - 　蘆名盛興 孫 孫婿

- 田村家
  - 　田村隆顕 婿
  - 　田村清顕 孫 孫婿
  - 　田村愛 曽孫 曾孫嫁

- 二階堂家
  - 　二階堂輝行 婿
  - 　二階堂盛義 孫 孫婿
  - 　蘆名盛隆 曾孫×2 孫婿
  - 　蘆名亀王丸 曾孫 玄孫×2 
    - 　高祖父母16人中、13人が伊達稙宗,岩城重隆両名およびその父と舅で占める。

- 佐竹家
  - 　佐竹義重 孫婿
  - 　蘆名義広 曾孫
  - 　蘆名義広正室 曾孫×2

- 伊達家
  - 　伊達成実 孫 曾孫
  - 　伊達忠宗 高祖父8人のうち3人が稙宗